# Puchar Świata w Chodzie Sportowym 1961
1. Puchar Świata w Chodzie Sportowym – zawody lekkoatletyczne, które odbyły się 15 i 16 października 1961 roku w Lugano na terenie Szwajcarii.
Puchar Świata, zwany od miejsca pierwszego finału Pucharem Lugano, był zawodami drużynowymi.  Zawody w 1961 były zorganizowane w ten sposób, że najpierw rozegrano cztery zawody eliminacyjne, z których zwycięzcy zostali zakwalifikowani do finału.
Zawody były rozgrywane na dystansach 20 km i 50 km. Startowali tylko mężczyźni. W każdej drużynie występowało trzech zawodników w danej konkurencji.

## Eliminacje
| Data                | Miejsce   | 1. miejsce      | Rezultat | 2. miejsce | Rezultat | 3. miejsce | Rezultat |
| 12 sierpnia 1961    | Londyn    | Wielka Brytania | 41 pkt   | Niemcy     | 39 pkt   | Belgia     | 12 pkt   |
| 26/27 sierpnia 1961 | Kopenhaga | Szwecja         | 50 pkt   | Dania      | 23 pkt   | Norwegia   | 18 pkt   |
| 3 września 1961     | Spoleto   | Włochy          | 48 pkt   | Francja    | 27 pkt   | Szwajcaria | 17 pkt   |
| Odwołane            | Odwołane  | Węgry           | walk.    | Turcja     | DNS      |            |          |

## Finał

### Rezultaty drużynowe
| Data                    | Miejsce | 1. miejsce      | Rezultat | 2. miejsce | Rezultat | 3. miejsce | Rezultat | 4. miejsce | Rezultat |
| 15/16 października 1961 | Lugano  | Wielka Brytania | 53 pkt   | Szwecja    | 53 pkt   | Włochy     | 28 pkt   | Węgry      | 23 pkt   |

Reprezentacje Wielkiej Brytanii i Szwecji uzyskały taką samą liczbę punktów. O zwycięstwie Brytyjczyków zadecydował lepszy wynik w chodzie na 50 km.

### Rezultaty indywidualne
|               | 1. miejsce   | Rezultat | 2. miejsce   | Rezultat | 3. miejsce      | Rezultat |
| Chód na 20 km | Ken Matthews | 1:30:55  | Lennart Back | 1:32:12  | George Williams | 1:34:02  |
| Chód na 50 km | Abdon Pamich | 4:25:38  | Don Thompson | 4:30:35  | Åke Söderlund   | 4:36:48  |